# 小行星11021
小行星11021是一颗主带小行星，于1986年1月12日由E.鲍威尔发现。它的轨道周期为2057.1033608 天，即5.63年。